# Androide número 21
Androide 21 (人造人間21号 Jinzōningen Nijūichi-gō?) es un personaje femenino perteneciente al videojuego de lucha Dragon Ball FighterZ , basado en el manga y anime Dragon Ball. Este personaje es la villana principal del juego, guardando relación con los androides, en especial con el Androide 16.
Es una científica del Ejército Red Ribbon. Ella explica que "ni siquiera" tiene diez años como androide y fue "construida" a imagen de una mujer con el coeficiente intelectual de un adulto.

## Apariciones en otros videojuegos
Desde su debut en Dragon Ball FighterZ la Androide 21 ha aparecido en múltiples videojuegos de la franquicia Dragon Ball. En el juego de cartas coleccionables para móviles, Dragon Ball Z: Dokkan Battle, se añadieron varias cartas de la androide 21 durante el evento llamado "Super Warrior Arc".
También fue incorporada en Super Dragon Ball Heroes, un juego arcade de cartas en Japón que posteriormente fue lanzado también en Nintendo Switch.
En Dragon Ball Xenoverse 2 fue añadida al juego como un personaje descargable incluida dentro de la expansión Ultra Pack 2. En este título el jugador controla a 21 en su forma humana, a diferencia de FighterZ en donde lucha en su forma Majin.
Durante la campaña del juego de rol Dragon Ball Z: Kakarot la Androide es presentada como una investigadora contratada por el Dr. Brief, el padre de Bulma. Ella trabaja en la corporación cápsula y es la encargada de realizar las mejoras de la sala de entrenamiento. Al igual que en Xenoverse 2 en este juego solo aparece en su versión humana.
En febrero de 2020, la Androide 21 fue agregada al juego para móviles Dragon Ball Legends durante el evento "The Elegant Android".